# Lutz Geißler
Lutz Geißler (* 1984 in Freiberg/Sachsen) ist ein deutscher Geologe und Paläontologe, der sich seit 2014 hauptberuflich als Blogger, Buchautor, Seminarleiter, Bäckereiberater, Rezeptentwickler und Fachlektor dem Thema Brotbacken widmet.

## Leben
Geißler, Sohn eines Geologen, war seit seiner Kindheit in Freiberg, später in Johanngeorgenstadt, mit dem Thema Bergbau und Geologie umgeben. Sein Studium an der Technischen Universität Bergakademie Freiberg beendete er 2009 als Diplom-Geologe und erhielt für seine Diplomarbeit die Georgius-Agricola-Medaille und den Bernhard-von-Cotta-Preis seiner Universität, nachdem er bereits 2006 den Friedrich-Wilhelm-von-Oppel-Preis für sein vielfältiges Engagement im Studium erhalten hatte. Er arbeitete nach Ende des Studiums als Projektgeologe in einem Freiberger Ingenieurbüro, später als Chefgeologe im Bergbauunternehmen GEOMIN Erzgebirgische Kalkwerke GmbH. Bereits 2008 begann er, Brot zu backen und verbloggte seine Rezepte im Plötzblog. Seit 2014 widmet sich Lutz Geißler hauptberuflich dem Thema Brotbacken.
Geißler veröffentlichte zahlreiche Bücher, war mehrfach im öffentlich-rechtlichen Fernsehen (u. a. mdr, rbb, ZDF) zu sehen und gab Interviews in Zeitschriften und Onlinemedien. Er bezeichnet sich selbst dabei als „Brotpädagogen“. Die auch von ihm geführte Diskussion um nachhaltige, ökologische Landwirtschaft sowie Müllerei und Bäckerhandwerk mit naturbelassenen Zutaten im Gegensatz zum industriellen Backen mit Backmischungen, Backhilfsmitteln und technischen Enzymen (Clean Labeling) wird immer wieder in Medien, teils provokativ, thematisiert und diskutiert. Eine dazu von ihm im Frühjahr 2023 in Auftrag gegebene Forsa-Umfrage veranschaulichte die Arbeitsweise im deutschen Bäckerhandwerk. Sein Anliegen ist die Rückkehr zum traditionellen Bäckerhandwerk in der Bäckerausbildung, die seiner Meinung nach auf Großbetriebe ausgelegt ist. Auch das Festhalten an der Meisterpflicht für das deutsche Backhandwerk sieht er kritisch.
Der von ihm seit Anfang 2009 betriebene Plötzblog enthält über 1.000 Rezepte. Erweitert wurde der Blog im Laufe der Jahre mit Informationen zu seinen Büchern, Kursen, Videos, einem Lexikon, einer Sauerteigtauschbörse, dem Podcast PLÖTZ-lich Bäcker und einer Brotschau mit historischen und backtheoretischen Artikeln. Der Rezeptteil und die Brotschau sind seit März 2024 kostenpflichtig.
Geißlers umfangreiche Bibliothek mit über 3.600 Büchern rund um das Thema Brot und Brotkultur ist online recherchierbar.
Seit 2012 leitet er Brotbackkurse, zunächst im Erzgebirge, Stuttgart, Berlin und Hamburg. Später kamen Kurse für Profibäcker und weitere Kurse im In- und Ausland (Schweiz, Österreich, Norwegen, Albanien, Japan, USA) hinzu, darunter Wochenkurse auf der Kalchkendlalm im Rauriser Tal. Die geologische Geschichte des Tales, die Erfahrungen der Teilnehmer und die dort entwickelten Brotrezepte sind in seinem 2020 erschienenen Almbackbuch zusammengefasst. Bei dem österreichischen Start-Up 7Hauben wurden gestreamte Kurse produziert und ab Beginn der Coronapandemie im Frühjahr 2020 verschiedene Onlineformate auf seiner Webseite angeboten.
Das 2013 erschienene Brotbackbuch Nr. 1 ist mit über 105.000 verkauften Exemplaren das meistverkaufte Brotbackbuch im deutschsprachigen Raum. Nach diesem Grundlagenbuch folgten das Brotbackbuch Nr. 2 (Alltagsrezepte zusammen mit dem Brotblogger Björn Hollensteiner), Brotbackbuch Nr. 3 (Getreide und Vollkorn zusammen mit der Müllerin Monika Drax), das Brotbackbuch Nr. 4 (Sauerteig), das Almbackbuch mit einem Ergänzenden E-Book und Brötchen backen. Das Brotbackbuch Nr. 1 erschien ebenso übersetzt in Tschechisch, Chinesisch, Koreanisch und mit Teilen des Brotbackbuches Nr. 3 auch in Französisch. Auch das Buch Brotbacken in Perfektion mit Hefe verkaufte sich über 100.000 Mal. Geißlers Bücher wurden über 350.000 mal verkauft (Stand Dezember 2020) und sind mehrfach ausgezeichnet. Er ist als Fachlektor, Rezeptentwickler und Autor auch an weiteren Büchern beteiligt.
Geißler hat drei Kinder aus erster Ehe. Er lebt und arbeitet mit seiner Firma Plötzbrot – Im Dienste guten Brotes in Hamburg. Diese befand sich lange im alten Rathaus Sehmatal, Ortsteil Cranzahl. Mit der Bäckermeisterin Christina Weiß gründete er 2020 die Firma Brotnomaden, die seit 2022 in Hamburg die Bäckerei Brotkumpels – Die Saselbäckerei betreibt. Im Dezember 2024 gaben Geißler und Weiß bekannt, dass sich ihre Wege trennen und Lutz Geißler wieder ins Erzgebirge ziehen werde. Die Bäckerei soll zukünftig von Christina Weiß alleine weitergeführt werden.

## Bücher
- Brotbackbuch Nr. 1: Grundlagen & Rezepte für ursprüngliches Brot. 5., erweiterte  Auflage. Ulmer, Stuttgart 2022, ISBN 978-3-8186-1636-6, S. 297.
- Brotbackbuch Nr. 2: Alltagsrezepte & Tipps für naturbelassenes Brot. 3. Auflage. Ulmer, Stuttgart 2022, ISBN 978-3-8186-1431-7, S. 266.
- Brotbackbuch Nr. 3: Backen mit Vollkorn und alten Getreidesorten. 2., aktualisierte  Auflage. Ulmer, Stuttgart 2022, ISBN 978-3-8186-1639-7, S. 348.
- Brotbackbuch Nr. 4: Backen mit Sauerteig. 2., aktualisierte  Auflage. Ulmer, Stuttgart 2022, ISBN 978-3-8186-1635-9, S. 407.
- Almbackbuch: Die besten Brotrezepte und -geschichten von der Kalchkendlalm. 1. Auflage. Ulmer, Stuttgart 2020, ISBN 978-3-8186-1130-9, S. 464.
- Almbackbuch: Ergänzendes E-Book mit über 40 weiteren Rezepten. 1. Auflage. Ulmer, Stuttgart 2020, ISBN 978-3-8186-1334-1, S. 126.
- Almbackbuch: Noch mehr Almbackbuch-Rezepte. 1. Auflage. Ulmer, Stuttgart 2022, ISBN 978-3-8186-1562-8, S. 128.
- Brötchen backen – einfach perfekt. 1. Auflage. Ulmer, Stuttgart 2021, ISBN 978-3-8186-1337-2, S. 260.
- Süße Brote backen – einfach perfekt. 1. Auflage. Ulmer, Stuttgart 2022, ISBN 978-3-8186-1651-9, S. 272.
- Warenkunde Brot: Gutem Brot auf der Spur. Stiftung Warentest, Berlin 2016, ISBN 978-3-86851-439-1, S. 208.
- Brot backen in Perfektion mit Hefe. 19. Auflage. Becker Joest Volk Verlag, Hilden 2021, ISBN 978-3-95453-104-2, S. 192.
- Brot backen in Perfektion mit Sauerteig. 15. Auflage. Becker Joest Volk Verlag, Hilden 2021, ISBN 978-3-95453-139-4, S. 192.
- Die besten Brot-Rezepte für jeden Tag. 7. Auflage. Becker Joest Volk Verlag, Hilden 2021, ISBN 978-3-95453-181-3, S. 200.
- Krume und Kruste: Brot backen in Perfektion. 2. Auflage. Becker Joest Volk Verlag, Hilden 2020, ISBN 978-3-95453-197-4, S. 336.
- Die besten Fladenbrote der Welt. 1. Auflage. Becker Joest Volk Verlag, Hilden 2021, ISBN 978-3-95453-208-7, S. 304.
- Ca. 750 g Glück: Das kleine Buch über die große Lust sein eigenes Sauerteigbrot zu backen (Co-Autor von Judith Stoletzky). 1. Auflage. Becker Joest Volk Verlag, Hilden 2018, ISBN 978-3-95453-159-2, S. 100.
- Brot in Not. 4. Auflage. Selbstverlag, Hamburg 2022, ISBN 978-3-9861703-3-2, S. 80.
- Die neue Brotbackformel: 50 Brotsorten aus nur einem Hefeteig. Becker Joest Volk Verlag, Hilden 2023, ISBN 978-3-95453-291-9, S. 288.
- Auf der Suche nach gutem Brot: Eine Reise durch Deutschland. 1. Auflage. ZS Verlag, Hamburg 2023, ISBN 978-3-96584-149-9, S. 384.
- Besser Vollkorn backen: Brote, Brötchen und Süßes aus Vollkornmehl – saftig, locker und gesund. 1.  Auflage. Ulmer, Stuttgart 2024, ISBN 978-3-8186-2358-6, S. 360.